# Destiny's Prelude
「Destiny's Prelude」（デスティニーズ・プレリュード）は、水樹奈々の35枚目のシングル。2017年7月19日にKING AMUSEMENT CREATIVEから発売された。

## 録音、制作
「Destiny's Prelude」のレコーディングは4月30日に行われた。レコーディング前日まで作詞を行った。

## 音楽性
「Destiny's Prelude」は、歴代の『魔法少女リリカルなのはシリーズ』楽曲の意思を継ぐ、優しく切ない曲。

## リリース
前作「STARTING NOW!」から約1年ぶりのリリース。36thシングル「TESTAMENT」と同日リリース。

## プロモーション、マーケティング
本作と「TESTAMENT」の発売を記念してニコニコ生放送で7月18日に『水樹奈々 LIVE SELECTION 77min.SP』、7月19日に『水樹奈々ニューシングル「Destiny's Prelude」「TESTAMENT」2枚同時リリース記念　公開ニコ生』を行った。

## アートワーク、パッケージ
6月16日にジャケット写真が公開された。初回製造盤は特製カラーケース仕様。

## 批評
CDジャーナルは、全曲クラクラする曲で映像なしではしんどい。カッ飛んだ絶好調の証という印象と評した。

## ミュージック・ビデオ
「Destiny's Prelude」はミュージックビデオが制作されている。7月7日にYouTubeの『水樹奈々 YouTube Official Channel』で配信された。

## メディアでの使用
| Destiny's Prelude | 劇場版アニメ『魔法少女リリカルなのは Reflection』主題歌 |
| Invisible Heat    | 劇場版アニメ『魔法少女リリカルなのは Reflection』挿入歌 |
| Poison Lily       | TOKYO FM『水樹奈々のMの世界』エンディングテーマ         |

## シングル収録内容
| #         | タイトル              | 作詞      | 作曲       | 編曲       | 時間  |
| --------- | --------------------- | --------- | ---------- | ---------- | ----- |
| 1.        | 「Destiny's Prelude」 | 水樹奈々  | 加藤裕介   | 加藤裕介   | 5:02  |
| 2.        | 「Invisible Heat」    | 岩里祐穂  | 丸山真由子 | 清水武仁   | 4:31  |
| 3.        | 「Poison Lily」       | しほり    | 横山直弘   | 藤永龍太郎 | 3:42  |
| 合計時間: | 合計時間:             | 合計時間: | 合計時間:  | 合計時間:  | 13:15 |

## チャート
| チャート（2017年）            | 最高位 |
| ----------------------------- | ------ |
| オリコン（週間）              | 3      |
| Billboard Japan Hot 100       | 3      |
| Billboard Japan Hot Animation | 2      |